# Bruno Barbey
Bruno Barbey (* 13. Februar 1941 in Marokko; † 9. November 2020 in Orbais-l’Abbaye) war ein französischer Fotograf. Er war Mitglied der Fotoagentur Magnum. In den rund 40 Jahren seines Schaffens bereiste er alle Kontinente und photographierte in etlichen Konflikten.

## Leben
Seine Kindheit verbrachte Bruno Barbey in Marokko. Mit 16 Jahren machte er den Pilotenschein und lernte Fallschirmspringen. Anschließend ging er nach Paris an das Lycee Henry IV. Von 1959 bis 1960 studierte er Grafik und Fotografie an der Ecole des Arts et Métiers in Vevey in der Schweiz.
Während der Sechzigerjahre wurde er vom Verlag Editions Recontre in Lausanne damit beauftragt, Fotoserien in Europa und Afrika zu erstellen. Er reiste nach Neapel, in die Camargue, nach Portugal, Schottland, Kenia und Kuwait. Aus jeder seiner Reisen entstand ein von ihm illustriertes Buch. 1968 wurde er als Vollmitglied in die Fotoagentur Magnum aufgenommen, dem Jahr, in dem er ausführlich die Arbeiter- und Studentenunruhen in Paris mit seiner Kamera dokumentierte. In Tokio ging es ebenso um Studentenunruhen. Gemeinsam mit dem Schriftsteller Jean Genet berichtete er für die Zeitschrift Zoom aus Palästina und er porträtierte Nasser in Ägypten.
Von 1979 bis 1981 reiste er durch Polen und brachte wieder genügend Material für ein Buch mit. Seine Fotoreportagen wurden weltweit gedruckt, darunter in Life, Paris Match, dem Stern, Geo und National Geographic. Er wagte sich in Kriegs- oder Bürgerkriegsgebiete: in die Kämpfe von Biafra mit Nigeria, nach Vietnam, in den Nahen Osten, nach Bangladesch, Kambodscha, Nordirland und in den Irak. Er verwahrte sich dagegen, als Kriegsfotograf eingestuft zu werden.
1978/79 war er Magnum-Vizepräsident für die Sektion Europa. 1992–1995 wurde er dann Präsident von Magnum International.
Als Ritter des französischen Nationalordens wurde Barbey am 13. April 2016 in die Académie des Beaux-Arts gewählt. Barbeys Bilder werden heute in vielen Museen verschiedener Länder verwahrt. Der größte Teil seiner Sammlung befindet sich mit der Kollektion der Magnum-Fotoagentur im Harry Ransom Center im texanischen Austin. Seine Ehefrau, die Filmemacherin Caroline Thiénot Barbey gewährt in ihren Filmen Einblicke in seine Arbeit.
Bruno Barbey starb am 9. November 2020 im Alter von 79 Jahren in Orbais-l'Abbaye.
Sein Neffe Marc Barbey verwaltet den fotografischen Nachlass von Hein Gorny.

## Ausstellungen (Auswahl)
Barbeys Werke wurden von 1967 bis 2019 in mehr als 65 Ausstellungen weltweit gezeigt.
- 2015: China since 1973, F11 Photographic museum – Hongkong
- 2016: Passages, China Pingyao International Photography Festival – Pingyao
- 2016: Magnum Contact Sheets: The birth of classical photography, Shenzhen International Urban Image Festival – Shenzhen
- 2016: Two Magnum Masters, Shanghai Center of Photography – Shanghai
- 2017: Passages, Fotografie Forum Frankfurt – Frankfurt am Main, Willy-Brandt-Haus – Berlin, FO.KU.S – Innsbruck, Shanghai International Photographic Art Festival – Shanghai
- 2017: Bruno Barbey, Leica Frankfurt Galerie – Frankfurt am Main
- 2017: Magnum Life, Museo del violino – Cremona
- 2018: Passages, Willy-Brandt-Haus – Berlin[7]
- 2018: Witness of things past, Stephen Bulger Gallery – Toronto[8]
- 2019: Color of China, NAMOC – Chinesisches Kunstmuseum – Peking

## Preise (Auswahl)
- Ordre national du Mérite
- Overseas Press Club Award
- Photojournalism Award, University of Missouri

## Publikationen
- Kathmandu: Newar trauern nicht. In: Geo-Magazin. Hamburg 1979, S. 112–148
- Burma: Der goldene Käfig. In: Geo – Magazin. Hamburg 1978, S. 64–88
- Oman. Verlag: The Empty Quarter Gallery, 2010. ISBN 978-9948-15-943-8
- Bruno Barbey’s Istanbul. Yapi Kredi Publications, Türkei 2009
- Mit Lemia Le Clézio (Text): Marokko. Knesebeck Verlag, München 2004
- Mit Tahar Ben Jelloun (Text):  Les Italiens. Editions de la Martinière, Frankreich 2002
- Mit Jean-Luc Moreau (Text): Simone de Beauvoir und Jean-Paul Sartre. Verlag Gerstenberg, Hildesheim 2001, ISBN 3-8067-2888-7
- Mai 68. Editions de la Différence, Frankreich 1998
- Fès, immobile, immortelle. Editions Imprimerie Nationale, Frankreich 1996
- Portugal, deutsche Ausgabe. Verlag Hoffmann & Campe, München 1988
- Le Gabon. Editions du Chêne, Frankreich 1984.
- Herausgeber: Karl Dedecius Polen. Verlag Hoffmann und Campe, Hamburg 1982, ISBN 3-455-08749-3
- Bombay. Time & Life Books, Niederlande 1979
- Nigeria. Editions Jeune Afrique, Frankreich 1978
- Iran. Editions Jeune Afrique, Frankreich 1976
- Ceylan. Editions André Barret, Schweiz 1974
- Ecosse. Editions Rencontre, Schweiz 1968
- Koweït. Editions Rencontre, 1967
- Kenya. Editions Rencontre, 1966
- Portugal. Editions Rencontre, 1966
- Camargue. Editions Rencontre, 1964
- Naples. Editions Rencontre, 1964

## Schriften mit Beiträgen von Bruno Barbey
- Magnum Contact Sheets. Thames & Hudson, London 2011. ISBN 978-0-500-54412-9.
- Magnum Contact Sheets. Thames & Hudson, London 2014. ISBN 978-0-500-54431-0. Compact edition.
- Magnum Contact Sheets: The Collector’s Edition: Bruno Barbey, Paris Riots, 1968. Thames & Hudson, London 2011. ISBN 978-0-500-54412-9.

## Filme
- 2008: Mai 68 vu par Bruno Barbey, Realisation: Caroline Thienot
- 2005: Grand Angle, 2M, Marokko.
- 2003: Panoramiques Maroc, Realisation: Caroline Thiénot (Beta, 10 min).
- 1996: Maroc sans Frontière, Realisation: Mostafa Bouazzaoui für das Marokkanische Fernsehen
- 1988: Assignment in Morocco, BBC, Realisation: Clem Vallance (Coproduktion mit National Geographic).
- 1979: 3 Jours, 3 Photographes , Realisation: F. Moscovitz (Porträts von Bruno Barbey, Jean Loup Sieff und Robert Doisneau).
- 1968: Mai 68 (16 mm, B&W).
- 1962: La Boulangère de Monceau (dt.: Die Bäckerin von Monceau). Regie: Eric Rohmer.